# Fermignano
Fermignano település Olaszországban, Marche régióban, Pesaro és Urbino megyében. Lakosainak száma 8254 fő (2023. január 1.). Fermignano Cagli, Fossombrone, Urbino, Acqualagna és Urbania községekkel határos.

## Története

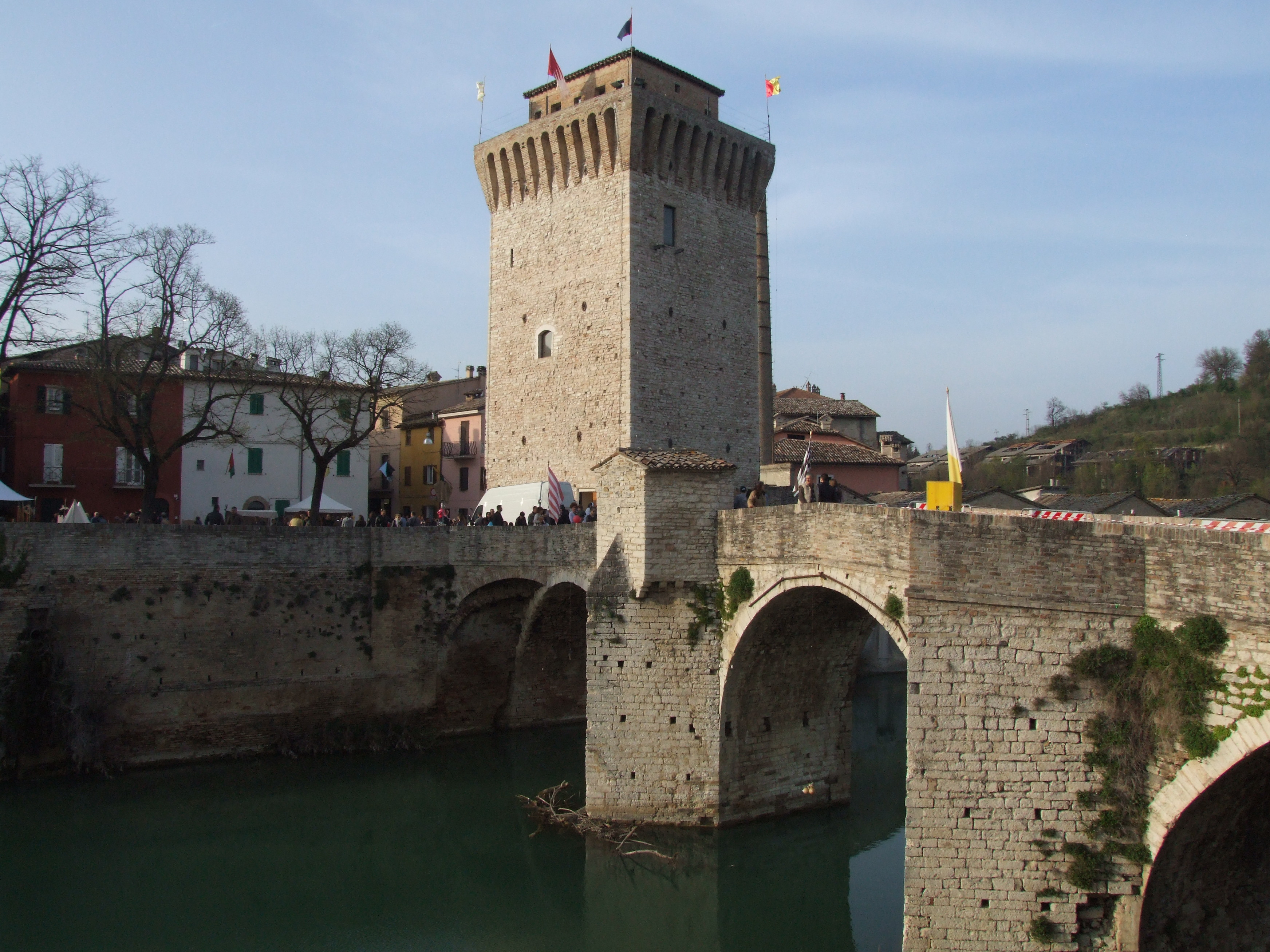
Középkori torony és római híd

Fermignano alapítása állítólag Firmidio római légióparancsnok településére vezethető vissza i. e. 200 körül, aki a települést Firmidianusnak nevezte el. 
A középkorban és a reneszánszban Fermignano az Urbinói Hercegség része volt egészen 1631-ig, amikor az egész hercegséget beolvasztották a pápai államba, mert kihalt a Della Rovere-család, az urbinoi hercegi család.

## Népesség
A település lakossága az elmúlt években az alábbi módon változott:
| Lakosok száma | 8563 | 8482 | 8254 |
|               | 2017 | 2018 | 2023 |

## Közlekedés

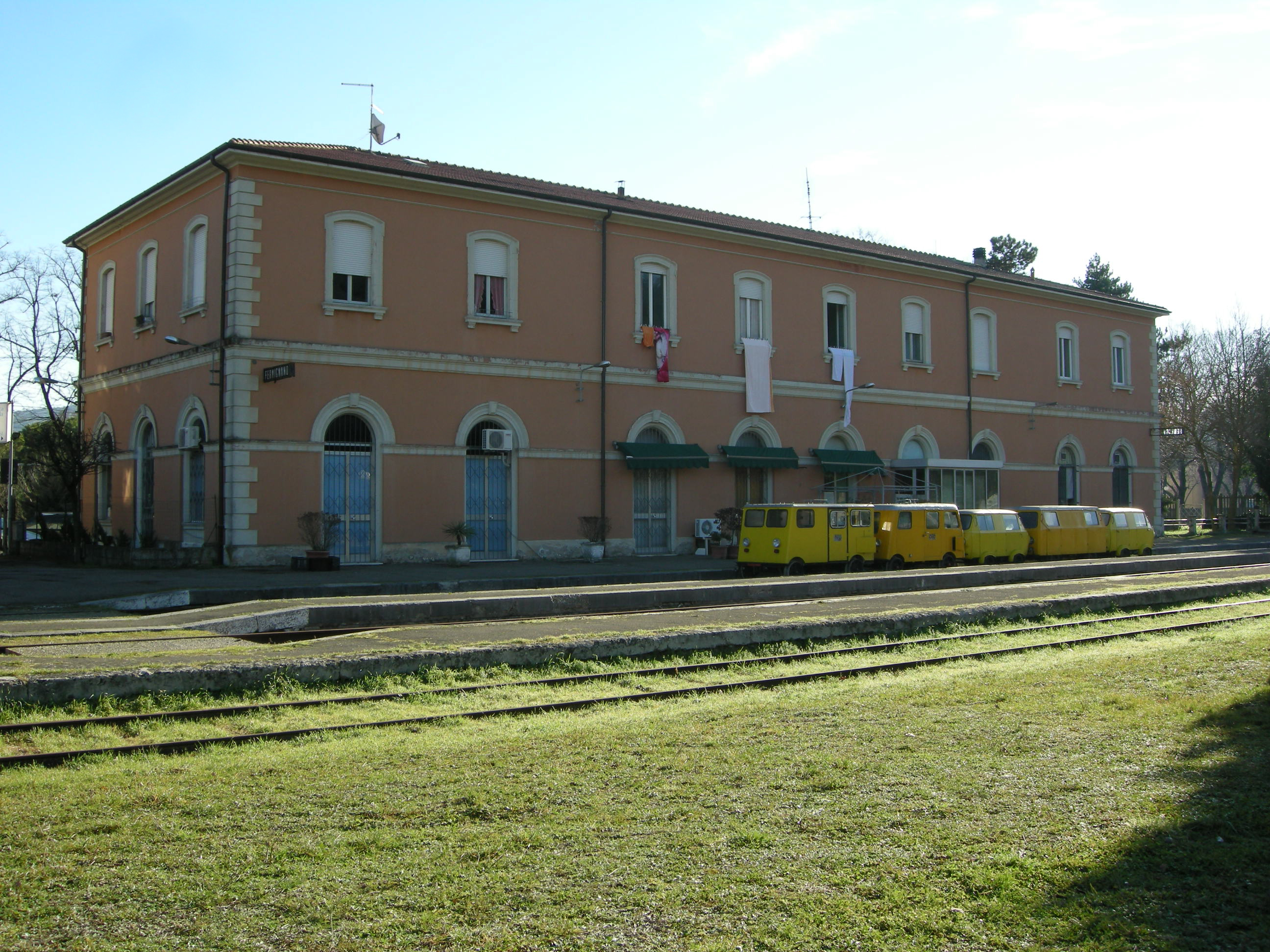
A volt állomás

Fermignano a 78-as európai útvonalon fekszik, amely csak tartományi út (SP 4).
Az Urbino (Fano felől) és Pergola (Fabriano felől) felé vezető vasútvonalak le vannak zárva 1944 óta, illetve 1987 óta.